# イケノスリリング
イケノスリリング（欧字名:Ikeno Thrilling、2004年3月22日 - 不明）は、日本の競走馬。2007年の福山アラブダービー、アラブ王冠の勝ち馬である。主戦騎手は岡田祥嗣。

## 戦績

### 2歳（2006年）
8月15日、福山競馬場のアラ系2歳（ダート800m）でデビューし、2着。3戦目にして初勝利をあげる。2歳時の勝ち星はこれだけで、後は入着と着外を交互に繰り返す不安定な競馬を続けた。

### 3歳（2007年）
3歳初戦は1月7日のアラ系3歳。掲示板を外さない走りを見せ、迎えたクイーンカップではミスジョージの2着。鞍上は藤本三郎。その後も好走を続け、2連勝で迎えた福山アラブダービーでは3番人気に支持されるも1着。ダービー馬の称号を手にすると同時に、父ミスタージヨージも福山アラブダービーの前身に当たる福山ダービーの勝ち馬だったこともあり、父娘二代制覇を達成。その後、福山チャンピオンシップの7着を挟んで6連勝を記録。A1級の師走特別で連勝記録を止めるも、12月15日のアラブ王冠で重賞2勝目をあげる。ここでも父娘二代制覇を達成する。

### 4歳（2008年）
しかし4歳に入り低迷期を迎える。1月6日の福山アラブ大賞典で10着を記録して以降、連敗に次ぐ連敗。結局4歳初白星は、7月20日に行われたB1級の岡山県馬事畜産振興協議会会長賞まで待たなくてはならなかった。その後も勝ち星をあげるも、前年のような大きな活躍を見せることは出来ず、12月21日の冬至特別での8着をもって2008年は幕を閉じた。

### 5歳（2009年）
5歳初戦はA1級アラブ新春賞。10番人気のシンガリ負けを記録。前走からまもなくガーネット特別に出走、ここでもシンガリ負けを記録。次走はC1級に降格された特別競走に出走し初白星をあげる。以降B1級、A1級とグレードを上げていくもB1級で頭打ちとなり6月6日の蛍特別（B1級）での1着をもって引退。繁殖牝馬へは上がらずその後の消息はわかっていない。

## 競走成績
- 2006年（6戦1勝）
- 2007年（17戦11勝） 福山アラブダービー、アラブ王冠
- 2008年（17戦2勝）
- 2009年（10戦3勝）

通算成績50戦17勝

## 血統表
| イケノスリリングの血統                  | イケノスリリングの血統               | イケノスリリングの血統 | （血統表の出典）   | （血統表の出典）   |
| 父 ミスタージヨージ Mr.George 1982 鹿毛 | 父の父ミルジョージ 1975 鹿毛         | Mill Reef              | Never Bend         | Never Bend         |
| 父 ミスタージヨージ Mr.George 1982 鹿毛 | 父の父ミルジョージ 1975 鹿毛         | Mill Reef              | Milan Mill         |                    |
| 父 ミスタージヨージ Mr.George 1982 鹿毛 | 父の父ミルジョージ 1975 鹿毛         | Miss Charisma          | Ragusa             | Ragusa             |
| 父 ミスタージヨージ Mr.George 1982 鹿毛 | 父の父ミルジョージ 1975 鹿毛         | Miss Charisma          | マタテイナ         |                    |
| 父 ミスタージヨージ Mr.George 1982 鹿毛 | 父の母ローレルカツプ 1966 鹿毛       | ヘリオス               | ブツフラー         | ブツフラー         |
| 父 ミスタージヨージ Mr.George 1982 鹿毛 | 父の母ローレルカツプ 1966 鹿毛       | ヘリオス               | ミスハイペリオン   |                    |
| 父 ミスタージヨージ Mr.George 1982 鹿毛 | 父の母ローレルカツプ 1966 鹿毛       | 伊達錦                 | イブンヂアド       | イブンヂアド       |
| 父 ミスタージヨージ Mr.George 1982 鹿毛 | 父の母ローレルカツプ 1966 鹿毛       | 伊達錦                 | 緑林               |                    |
| 母 パルセフィニッシュ 1994 鹿毛         | 母の父フィニッシュライン 1988 黒鹿毛 | スマノダイドウ         | ミトタカラ         | ミトタカラ         |
| 母 パルセフィニッシュ 1994 鹿毛         | 母の父フィニッシュライン 1988 黒鹿毛 | スマノダイドウ         | トキノメジロ       |                    |
| 母 パルセフィニッシュ 1994 鹿毛         | 母の父フィニッシュライン 1988 黒鹿毛 | ヒラリーニセイ         | タイムライン       | タイムライン       |
| 母 パルセフィニッシュ 1994 鹿毛         | 母の父フィニッシュライン 1988 黒鹿毛 | ヒラリーニセイ         | ヒラリー           |                    |
| 母 パルセフィニッシュ 1994 鹿毛         | 母の母サンシヤインエルム 1980 鹿毛   | サンシヤインボーイ     | テスコボーイ       | テスコボーイ       |
| 母 パルセフィニッシュ 1994 鹿毛         | 母の母サンシヤインエルム 1980 鹿毛   | サンシヤインボーイ     | ソーダストリーム   |                    |
| 母 パルセフィニッシュ 1994 鹿毛         | 母の母サンシヤインエルム 1980 鹿毛   | バルセローナ           | ライジングフレーム | ライジングフレーム |
| 母 パルセフィニッシュ 1994 鹿毛         | 母の母サンシヤインエルム 1980 鹿毛   | バルセローナ           | 溢判               |                    |